# Vila Nova do Corvo
Vila Nova do Corvo is het enige stadje en tevens hoofdstad van Corvo, het kleinste eiland van de Azoren. Het behoort tot de gemeente Corvo.
Vila Nova do Corvo heeft een inwoneraantal van ruim 450. Het stadje heeft een eenbaansvliegveld (Corvo Airport) vanaf waar vluchten worden uitgevoerd naar andere eilanden van de archipel, allemaal via het buureiland Flores, door de eigen luchtvaartmaatschappij van de eilandengroep; SATA Air Açores. Per week kunnen daarmee 90 mensen in en weg gevlogen worden. Tussen Corvo en Flores is een bootverbinding.

## Geschiedenis
De westerse eilanden van de Azoren zijn ontdekt door Diogo de Teive en zijn zoon João de Teive in 1452 toen zij terugkeerden van een expeditie naar de Grand Banks van Newfoundland, gedurende hun tweede ontdekkingsexpeditie. Het Portugese Hof noemde de eilanden Ilhas das Flores ('Bloemeneilanden'), met de naam Ilha de Santa Iria ('Eiland van Sint-Irene') voor het eiland Corvo. Het gouverneurschap werd gegeven aan Diogo Teive, die hiermee de eerste Kapitein-Donatário van Corvo werd.